# Dolní Pláně
Dolní Pláně je malá vesnice, část obce Věžovatá Pláně v okrese Český Krumlov. Nachází se asi 1 km na severovýchod od Věžovaté Pláně. Je zde evidováno 28 adres.
Dolní Pláně leží v katastrálním území Věžovatá Pláně o výměře 4,79 km².

## Historie
První písemná zmínka o vesnici pochází z roku 1358.